# Sergio Otálvaro
Sergio Andrés Otálvaro Botero (Medellín, 10 dicembre 1986) è un calciatore colombiano, difensore dello Sp. Luqueño.

## Caratteristiche tecniche
Terzino destro, può essere impiegato anche nel ruolo di esterno di centrocampo.

## Carriera

### Club
Ha iniziato la propria carriera da calciatore in patria, nelle file del Deportivo Rionegro. Dopo tre stagioni nelle file del Deportivo Rionegro, nel 2008 si è trasferito all'Ind. Santa Fe. Ha militato nel club biancorosso per tre stagioni, totalizzando 70 presenze e 4 reti. Nel 2011 si è trasferito in prestito all'Atlético Junior. Rientrato dal prestito, ha militato nelle file dell'Ind. Santa Fe per tutta la stagione 2012, totalizzando 30 presenze ed una rete. L'anno successivo ha giocato nelle file del Deportes Tolima. Nel 2014 è tornato per la terza volta in carriera all'Ind. Santa Fe. Dopo tre stagioni, il 16 agosto 2016 si è trasferito in Uruguay, al Nacional. Il 27 giugno 2017 è passato all'Olimpia, club paraguaiano. Dopo sei stagioni e mezzo nelle file dell'Olimpia, al termine della stagione 2023 non ha rinnovato il proprio contratto. Il 4 febbraio 2024 è stato annunciato il suo trasferimento allo Sp. Luqueño.

### Nazionale
Ha debuttato in Nazionale il 17 novembre 2010, nell'amichevole Colombia-Perù (1-1): sceso in campo da titolare, è stato sostituito al minuto 70 da Yulián Anchico.

## Statistiche

### Cronologia presenze e reti in nazionale
| Cronologia completa delle presenze e delle reti in nazionale ― Colombia | Cronologia completa delle presenze e delle reti in nazionale ― Colombia | Cronologia completa delle presenze e delle reti in nazionale ― Colombia | Cronologia completa delle presenze e delle reti in nazionale ― Colombia | Cronologia completa delle presenze e delle reti in nazionale ― Colombia | Cronologia completa delle presenze e delle reti in nazionale ― Colombia | Cronologia completa delle presenze e delle reti in nazionale ― Colombia | Cronologia completa delle presenze e delle reti in nazionale ― Colombia |
| Data                                                                    | Città                                                                   | In casa                                                                 | Risultato                                                               | Ospiti                                                                  | Competizione                                                            | Reti                                                                    | Note                                                                    |
| ----------------------------------------------------------------------- | ----------------------------------------------------------------------- | ----------------------------------------------------------------------- | ----------------------------------------------------------------------- | ----------------------------------------------------------------------- | ----------------------------------------------------------------------- | ----------------------------------------------------------------------- | ----------------------------------------------------------------------- |
| 17-11-2010                                                              | Bogotà                                                                  | Colombia                                                                | 1 – 1                                                                   | Perù                                                                    | Amichevole                                                              | -                                                                       | 70’                                                                     |
| Totale                                                                  |                                                                         | Presenze                                                                | 1                                                                       |                                                                         | Reti                                                                    | 0                                                                       |                                                                         |